# هاغنبوخ
هاغنبوخ (بالألمانية: Hagenbuch) هي إحدى بلديات مقاطعة فينترتور في كانتون زيورخ في سويسرا. تبلغ مساحتها 8.17 كيلومتر مربع، ويقدر عدد سكانها بـ 1106 نسمة (حسب تعداد ديسمبر 2017).